# Питсбург кондорси
Питсбург кондорси (енгл. Pittsburgh Condors) је бивши амерички кошаркашки клуб из Питсбурга, Пенсилванија. Играли су у Источној дивизији АБА лиге. Првобитно су се звали Питсбург пајперси, били су чартер франшиза АБА лиге и освојили су прву титулу АБА лиге. Тим је своје домаће утакмице играо у Сивик арени у Питсбургу, осим током своје друге сезоне 1968/69, када су играли у Мет сентеру у Минеаполису.

## Историја франшизе

### Питсбург пајперси - први АБА шампион (1967/68.)
Пајперси су били једна од инаугуралних франшиза АБА лиге основане 1967. године. Тим Пајперса је имао велики успех у такмичењу, забележивши најбољи рекорд лиге током регуларне сезоне (54 : 24, .692%) и освојивши прво АБА првенство у лиги. Пајперсе је предводила њихова звезда играчица, МВП АБА и будућа чланица Куће славних Кони Хоукинс, он је такође предводио АБА лигу са просеком од 26,8 поена по утакмици. Пајперси су прошли кроз АБА плеј-оф 1968. године и победили у финалу Њу Орлеанс баканирсе са 4 утакмице према 3 да би освојили титулу, а Хокинс је освојио титулу МВП финала. АБА титула остаје једино професионално првенство у кошарци у граду Питсбургу. Заједно са освојеним НБА шампионатом Филаделфије 76ерс годину дана раније, Пенсилванија је имала два професионална шампиона у кошарци у исто толико година.

#### Плеј−оф резултати

##### Полуфинале дивизије
- (1) Питсбург пајперси и (3) Индијана пејсерси: Пајперси добили серију са 3 : 0
- Утакмица 1 @ Питсбург: Питсбург 146, Индијана 127
- Утакмица 2 @ Питсбург: Питсбург 121, Индијана  108
- Утакмица 3 @ Indiana: Питсбург 133, Индијана  114

##### Финале дивизије
- (1) Питсбург пајперси и (2) Минесота маскиси: Пајперси добили серију са 4 : 1
- Утакмица 1 @ Питсбург: Питсбург 125, Минесота 117
- Утакмица 2 @ Питсбург: Минесота 137, Питсбург 123
- Утакмица 3 @ Minnesota: Питсбург 107, Минесота 99
- Утакмица 4 @ Minnesota: Питсбург 117, Минесота 108
- Утакмица 5 @ Питсбург: Питсбург 114, Минесота 105

##### АБА финале
- (1) Питсбург пајперси VS. (1) Њу Орлеанс баканирси: Пајперси добили серију са 4 : 3
- Утакмица 1 @ Питсбург:  Питсбург 120, Њу Орлеанс 112
- Утакмица 2 @ Питсбург:  Њу Орлеанс 109, Питсбург 100
- Утакмица 3 @ Њу Орлеанс:  Њу Орлеанс 109, Питсбург 101
- Утакмица 4 @ Њу Орлеанс:  Питсбург 106, Њу Орлеанс 105
- Утакмица 5 @ Питсбург:  Њу Орлеанс 111, Питсбург 108
- Утакмица 6 @ Њу Орлеанс:  Питсбург 118, Њу Орлеанс 112
- Утакмица 7 @ Питсбург:  Питсбург 122, Њу Орлеанс 113[2]

Пајперси су делили Питсбург Сивик арену са градским проширеним Националном хокејашком лига тимом, Питсбург пенгвинсима. Пајперси су привукли прилично респектабилне посете по АБА стандардима, у просеку је било 3.200 навијача по утакмици.

### Минесота пајперси (1968/69.)
Упркос освојеном шампионату и доброј посећености у Питсбургу, франшиза Пајперса је напустила Питсбург само после једне сезонде, након њиховог АБА првенства 1968. године и преселила се у Минесоту 28. јуна 1968. године, постајући Минесота пајперси. Минесота је остала без кошаркашке екипе када су Минесота маскиси имали проблема са привлачењем људи у првој сезони лиге и преселили се у Мајами да би постали Мајами флоридијанси.  Канцеларија АБА лиге била је смештена у Минеаполису (кућа комесара лиге Џорџа Мајкана), па су се Пајперси преселили када је адвокат из Минеаполиса по имену Бил Ериксон купио већински део тима. Као и код Маскија, њихова матична арена био је Блумингтонов Мет сентер. Упркос томе што су ушли у плеј-оф (али изгубили у првом колу од  Мајами флоридијанса), подешавања посећености Пајперса нису била ништа боља од Маскиса и они су се вратили у Питсбург после само једне сезоне. У књизи Терија Плутона о АБА, Луз болс, сувласник Пајперса Гејб Рубин каже да се вратио у „град челика” јер није могао да смисли где другде да оде. Професионална кошарка се вратила у Минесоту формирањем Тимбервулвса 1989. године.

### Питсбург пајперси (1969/70.)
Прву сезону повратка у Питсбург тим је задржао надимак „Пајперси“. Међутим, тим није успео да парира претходном успеху и навијачи су остали по страни. Након сезоне, „Хавен индустрис”, фабрика производа од шећера „Џек Фрост”, купио је тим и одлучила да не дира име екипе.

### Питсбург кондорси (1970–1972.)

#### Сезона 1970/71.
Јавни конкурс „Именуј тим“ донело је надимак „Питсбург пајонирси“. Међутим, локална школа НАИА Поинт Парк колеџ (сада Поинт Парк Универзитет) је већ имала тај надимак и претила је тужбом. Власник тима „Хавен индустрис” је решило приговор променом имена у „Кондорси“.
Џек Мекмехон је у овој сезони преузео место тренера. Џон Брискер и Мајк Луис играли су 1971. на АБА ол-стар утакмици, али Кондорси су остварили негативан учинак од 36 : 48, то је било довољно само за пето место у Источној дивизији и остали су изван плеј-офа (једна утакмица иза Флоридијанса). Иако су Кондорси имали снажан напад (пети у АБА лиги са 11 тимова, са 119,1 поеном по утакмици), често су губили утакмице због слабе одбране (четврти најгори, дозвољавајући да приме у просеку по 121,8 поена по утакмици). Посећеност је остала слаба, са најављеним просеком од 2.806 посетилаца по утакмици, иако су неки посматрачи блиски тиму мислили да је стварни просек мањи од тога. После слабог почетка (4 : 8), генерални менаџер Марти Блејк одлучио је (у злогласном АБА потезу) да поклони сва расположива места за утакмицу ране сезоне против Флориде 17. новембра. Утакмица је привукла најбројнију публику коју је тим икада имао под именом Кондорси, пошто је подељено 11.012 улазница, међутим, само се 8.074 (у арени од 12.300 седишта) заиста појавило. (3.000 власника сезонских улазница није се чак ни потрудило да присуствује утакмици, коју је Питсбург изгубио са 122 : 116.) Власницим се ови потези нису допали и Блејк је убрзо отпуштен.
Најупечатљивији тренутак у сезони дошао је када је играч Кондорса, Чарли „Хеликоптер” Хенц, уништио две табле у утакмици против Каролина кугарса. Хенц се највише памти по својим акцијама у утакмици 6. новембра 1970. против Каролина кугарса у Ролију у Северној Каролини. Касно у првом полувремену, Хенц је кренуо на закуцавање и поцепао обод са табле свог тима, уништавајући при томе стаклену таблу. Игра је одложена око сат времена док обод и табла нису замењени дрвеном таблом. Са 1:07 до краја игре (а Кугарси су осигурали победу вођством од 122 : 107), Хенц је уништио и другу стаклену таблу (ону на другом крају терена) док је закуцавао, а пошто није било других доступних замена, тренери и судије су се сложили да заврше утакмицу са постојећим резултатом. Према речима саиграча Чарлија Вилијамса, „Хеликоптер је само стајао и било му забавно.“

#### Сезона 1970/72.
За наредну сезону, Хејвен је покушао да промени имиџ Кондорса, новим логом и униформама, плус углађеном маркетиншком кампањом. У октобру су намамили браниоца титуле НБА лиге Милвоки баксе (и звезду Лу Алсиндора) у Питсбург на егзибициону утакмицу, гарантујући Баксима 25.000 долара. Локални оглас је проглашавао „Доведите Алсиндора“ и да је „спајање АБА и НБА стигло“. (Спајање се заправо неће десити све до 1976. године и неће укључивати Питсбург.) Нажалост по Кондоре, Алсиндор, који је променио име у Карим Абдул-Џабар само неколико дана пре утакмице се повредио и није играо ( Бакси су ипак победили, 129 : 115). Појавило се само 8.881 навијач, а Кондорси су отплатили договорену суму новца што није добар финансијски почетак сезоне.
После лигашког негативног старта 4 победе и 6 пораза, генерални менаџер Марк Бинштајн отпустио је Мекмахона из непознатих разлога и именовао се за главног тренера. Овај потез је имао катастрофалан ефекат, Кондорси са новим тренером су остварили негативни скор од 21 : 50.
Како је сезона одмицала, посећеност је пала испод 1.000 навијача по утакмици, што је подстакло спекулације да ће Кондорси одустати пре Божића. Иако су успели да преживе до Нове године, Хејвен је коначно видео довољно и најавио да ће Кондорси играти у неком другом граду у сезони 1972/73. У међувремену су почели да премештају домаће утакмице, прво у друге градове Пенсилваније, а затим у удаљенија места. Кондорси су 24. марта 1972. угостили Кентаки колонелсе у Бермингхаму, Алабама, четири дана касније, Кондорси су поново угостили Колонелсе, овог пута у њиховој последњој 'домаћој' утакмици, у Тусону у Аризони.
Џон Брискер и Џорџ Томпсон играли су на АБА ол-стар утакмици. Кондорси су завршили на шестом месту у Источној дивизији са негативним скором од 25 : 59 и нису успели да уђу у плеј-оф. У просеку су имали 2.215 навијача по утакмици код куће, цифра која би била још нижа да није било навијача доведених у Бермингхам (процењује се да их има 3.000) и Тусон (пријављено је као 5.000). Посете су биле знатно боље од оних у Питсбургу, Кондорси су имали само 689 продатих карата на својој последњој утакмици у Сивик центру.

### Пад и гашење тима
Хејвен и АБА лига су покушали да пребаце Кондорсе на веће тржиште. Међутим, они то нису успели да ураде и 13. јуна 1972. АБА је отказала франшизу Кондорса. Играчи Кондорса су стављени на продају. Џорџ Томпсон је отишао у Мемфис тамсе, Мајк Луис у Каролина кугарсе, Скитер Свифт и Џејмс Сајлас у Далас чапаралсе, а Волт Шчербијак у Кентаки колонелсе. Џон Брискер је прешао у Сијетл суперсониксе из НБА лиге.

## Кошаркашка Кућа славних
| Чланови Питсбург пајперса/кондорса у Кући славних | Чланови Питсбург пајперса/кондорса у Кући славних | Чланови Питсбург пајперса/кондорса у Кући славних | Чланови Питсбург пајперса/кондорса у Кући славних | Чланови Питсбург пајперса/кондорса у Кући славних |
| Играчи                                            | Играчи                                            | Играчи                                            | Играчи                                            | Играчи                                            |
| Бр.                                               | Име                                               | Позиција                                          | Период                                            | Постављен                                         |
| ------------------------------------------------- | ------------------------------------------------- | ------------------------------------------------- | ------------------------------------------------- | ------------------------------------------------- |
| 42                                                | Кони Хоукинс                                      | К/Ц                                               | 1967–1969.                                        | 1992.                                             |
| Тренери                                           |                                                   |                                                   |                                                   |                                                   |
| Име                                               | Име                                               | Позиција                                          | Период                                            | Постављен                                         |
| Бади Џенет 1                                      | Бади Џенет 1                                      | Тренер                                            | 1969/70.                                          | 1994.                                             |
| Верн Микелсен 1                                   | Верн Микелсен 1                                   | Тренер                                            | 1968/69.                                          | 1995.                                             |

Белешке:
- 1 Уведен као играч. Никада нисам играо за франшизу.

## Остварења по сезонама
| Сезона                  | Регуларна сезона        | Регуларна сезона        | Регуларна сезона        | Резултати у плеј−офу                                                          | Утакмице |
| Сезона                  | Победа                  | Пораза                  | Проц.                   | Резултати у плеј−офу                                                          | Утакмице |
| Питсбург пајперси (АБА) | Питсбург пајперси (АБА) | Питсбург пајперси (АБА) | Питсбург пајперси (АБА) | Питсбург пајперси (АБА)                                                       | Питсбург пајперси (АБА) |
| ----------------------- | ----------------------- | ----------------------- | ----------------------- | ----------------------------------------------------------------------------- | --- |
| 1967/68.                | 54                      | 24                      | .692                    | Победили дивизијско полуфинале Победили дивизијско финале Победили АБА финале | Питсбург пајперси 3, Индијана пејсерси 0 Питсбург пајперси 4, Минесота маскиси 1 Питсбург пајперси 4, Њу Орлеанс баканирси 3 |
| Минесота пајперси       |                         |                         |                         |                                                                               | |
| 1968/69.                | 36                      | 42                      | .462                    | Изгубили дивизијско полуфинале                                                | Мајами флоридијанси 4, Минесота пајперси 3                                                                                   |
| Питсбург пајперси       |                         |                         |                         |                                                                               | |
| 1969/70.                | 29                      | 55                      | .345                    | Нису се квалификовали                                                         | Нису се квалификовали |
| Питсбург кондорси       |                         |                         |                         |                                                                               | |
| 1970/71.                | 36                      | 48                      | .429                    | Нису се квалификовали                                                         | Нису се квалификовали |
| 1971/72.                | 25                      | 59                      | .298                    | Нису се квалификовали                                                         | Нису се квалификовали |